# Palmeta

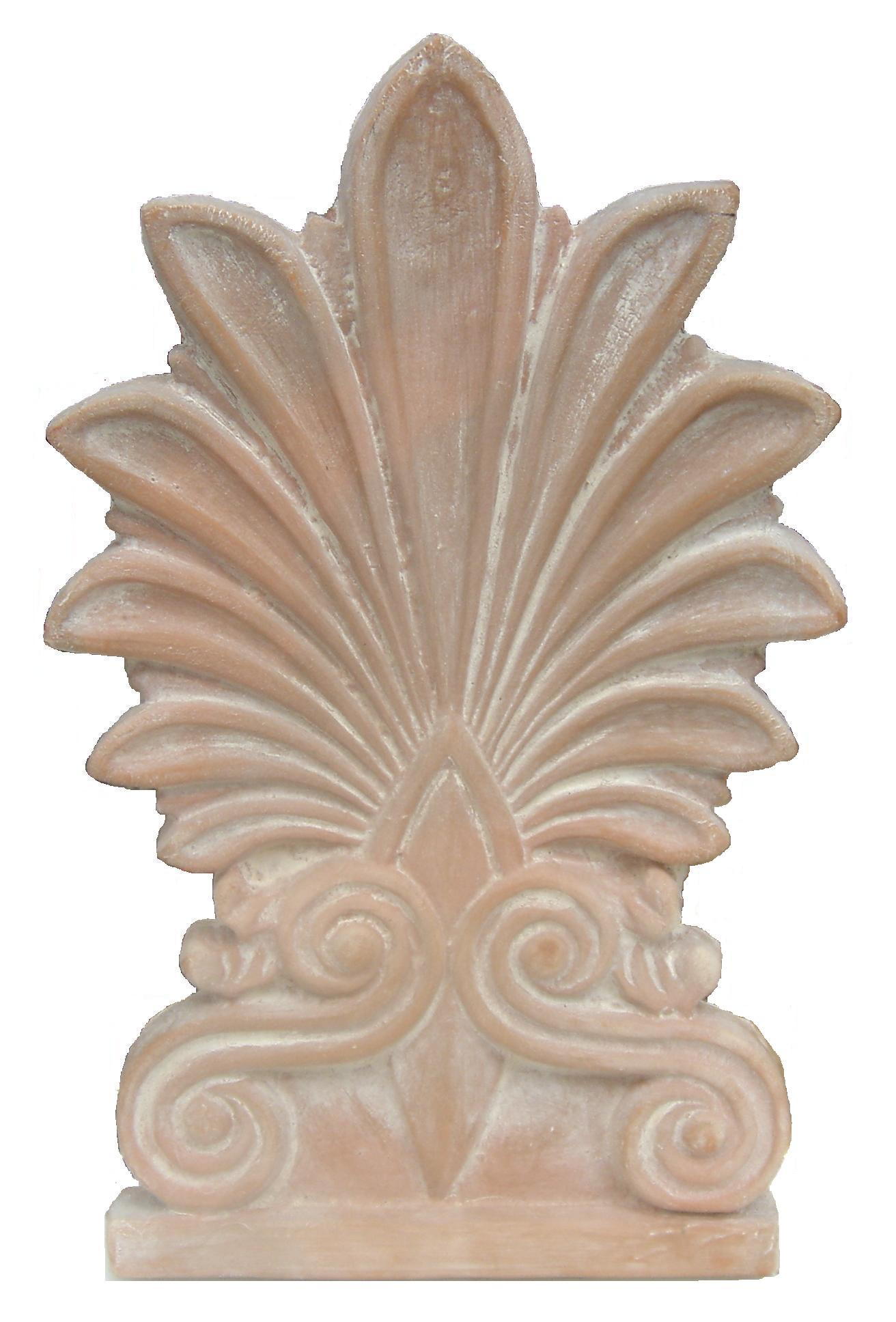
Um antefixo na forma de uma palmeta

Palmeta, também chamado palma, em arquitetura, refere-se a um motivo de arte que, na sua expressão mais característica, deriva da folha da palmeira, em forma de leque. Foi usado desde a antiguidade em quase todos os estilos arquitetónicos. Pequena cunha de ferro ou madeira, com diferentes usos e aplicações. É aplicada, por exemplo, na fixação de ladrilhos de vidro. O desenho consiste num número de pétalas irradiadas, desenvolvido pelos antigos gregos a partir das formas egípcia e asiática das plantas conhecidas como madressilva ou palmette lótus. A palmeta foi amplamente utilizada pelos gregos e romanos para embelezar várias partes dos edifícios antigos. Originalmente, os gregos decoravam apenas a cerâmica com este tema, porém acabaram por adaptar a temática ao ornamento na arquitetura. A forma única da palmeta surge no acrotério (pedestal), antefixos (elementos decorativos de telhados ou cornijas), e no topo das estelas verticais. O padrão contínuo de alternância da lótus e da palmeta segue um modelo espiral decorativo especialmente na moldura da cimalha da cornija.